# La Soledad 1ra. Sección
La Soledad 1ra. Sección är en ort i Mexiko.   Den ligger i kommunen Huimanguillo och delstaten Tabasco, i den sydöstra delen av landet, 600 km öster om huvudstaden Mexico City. La Soledad 1ra. Sección ligger 303 meter över havet och antalet invånare är 104.
Terrängen runt La Soledad 1ra. Sección är kuperad västerut, men österut är den platt. Runt La Soledad 1ra. Sección är det ganska glesbefolkat, med 38 invånare per kvadratkilometer. Närmaste större samhälle är Nuevo Guadalupe Victoria, 3,7 km nordost om La Soledad 1ra. Sección. Trakten runt La Soledad 1ra. Sección består till största delen av jordbruksmark.